# Donna Zuckerberg

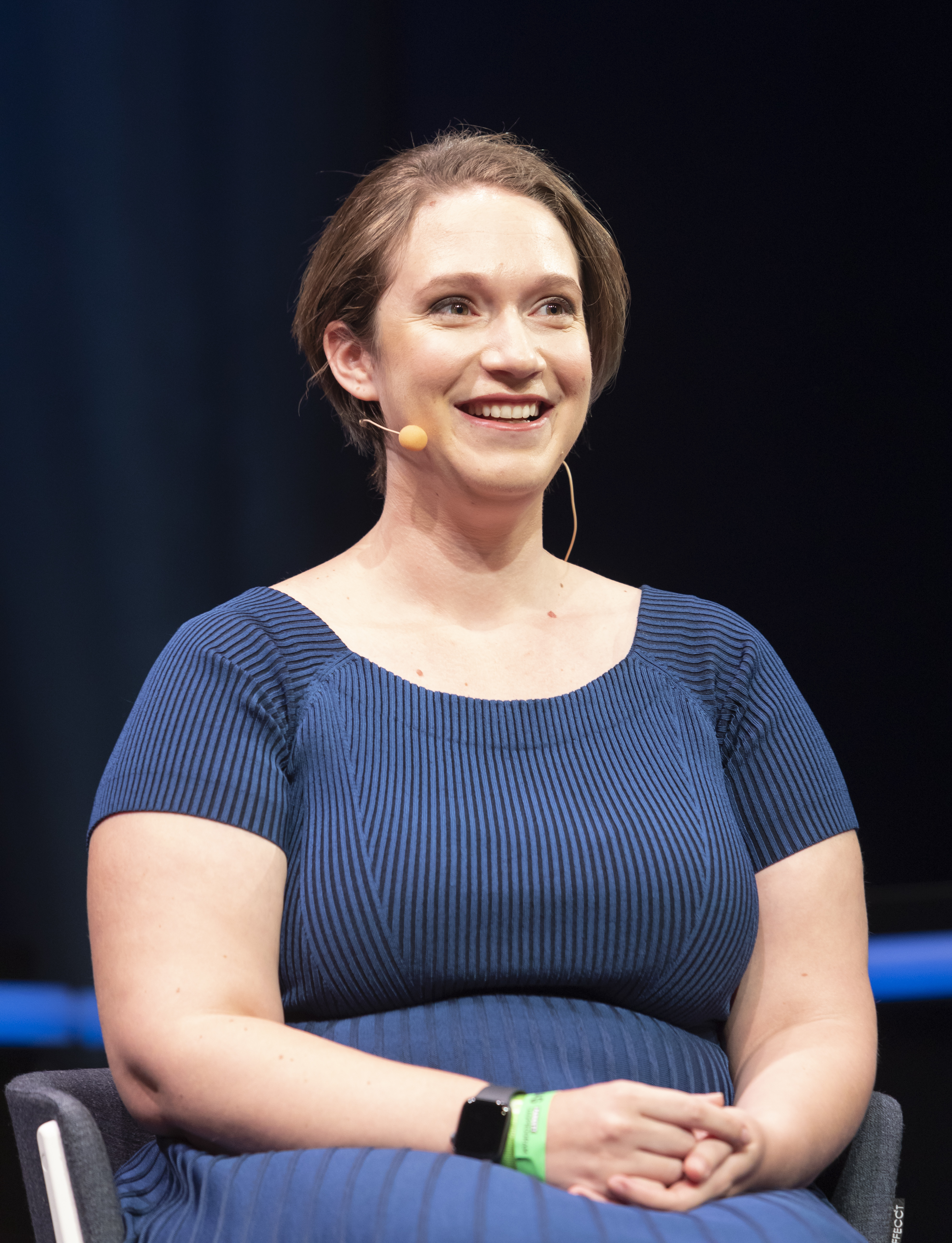
Donna Zuckerberg in 2019

Donna Zuckerberg (1987) is een Amerikaanse classicus, hoofdredacteur en oprichter van de online krant Eidolon en de auteur van het boek Not All Dead White Men (2018). In dit boek behandelt Zuckerberg de toe-eigening van de klassieken door misogynistische groepen op het internet. 

## Jeugd en opleiding
Zuckerberg was de derde van vier kinderen van een gezin in Dobbs Ferry (New York). Ze promoveerde in 2014 aan de Princeton-universiteit met als specialisatie oude tragedies. De titel van haar promotieonderzoek was 'The Oversubtle Maxim Chasers: Aristophanes, Euripides, and their Reciprocal Pursuit of Poetic Identity.'

## Not All Dead White Men
In oktober 2018 publiceerde Zuckerberg haar eerste boek 'Not All Dead White Men: Classics and Misogyny in the Digital Age' bij Harvard University Press. In dit boek verhaalt Zuckerberg van haar onderzoek naar diverse groepen in de manosphere die niet alleen inspiratie putten uit Oud-Griekse en Latijnse teksten, maar die zelfs lijken terug te willen keren naar de Antieke tijd.